# Moltkes Palæ (Gyldenløves lille Palæ)
 For alternative betydninger, se Moltkes Palæ. (Se også artikler, som begynder med Moltkes Palæ)
Moltkes Palæ er et palæ på hjørnet af Dronningens Tværgade og Bredgade i København. På grunden lå et hus opført i 1680'erne af Jørgen Henriksen Gosebuch. Huset blev revet ned allerede efter ti år, da Ulrik Frederik Gyldenløve købte det og byggede et nyt palæ på grunden. Kun kælderhvælvingerne bestod, og de består endnu. Palæet blev i folkemunde kaldet Gyldenløves lille Palæ med reference til bygherrens store palæ på Kongens Nytorv, Gyldenløves Palæ, som han solgte i 1699.
Det nuværende navn stammer fra 1852, hvor A.W. Moltke købte bygningen.
Hovedbygningen er opført i 1700-1702 ved Ernst Brandenburger, øget i 1716-1731 ved J.C. Krieger, og om- og tilbygget i 1877, 1880 ved Theodor Zeltner, der også opførte nabobygningen i Bredgade som enkesæde, og 1930-32 ved Gotfred Tvede til brug for Haandværkerforeningen.
I palæet findes fine landskabsmalerier udført af Erik Pauelsen for storkøbmanden Frédéric de Coninck. De viser bl.a. Næsseslottet, som de Coninck brugte som sommerbolig.
Siden 2004 har Restaurant AOC - Aarø & Co, indtil 2009 Prémisse, været beliggende i palæets kælder.

## Ejere af Moltkes Palæ
- 1680-1686 Jørgen Henrik Goesbruch
- 1686-1704 Ulrik Frederik Gyldenløve
- 1704-1754 Ferdinand Anton Danneskiold-Laurvig
- 1754-1762 Frederik Ludvig Danneskiold-Laurvig
- 1762-1763 Anna Joachimine Ahlefeldt gift Danneskiold-Laurvig
- 1763-1783 Christian Conrad Danneskiold-Laurvig
- 1783-1788 Niels Lunde Reiersen / Frédéric de Coninck
- 1788-1794 Frédéric de Coninck
- 1794-1796 Enkedronning Juliane Marie
- 1796-1836 Constantin Brun
- 1836-1852 J. Heinrich Lütthans
- 1852-1860 Adam Wilhelm Moltke
- 1860-1875 Frederik Georg Julius Augustsen Moltke
- 1875-1930 Frederik Christian Frederiksen Moltke
- 1930- Haandværkerforeningen